# Chips Keswick
Chips Keswick, właśc. sir John Chippendale Lindley Keswick (ur. 2 lutego 1940, zm. 17 kwietnia 2024) – brytyjski biznesmen oraz członek rodziny Keswick, która kontroluje założoną przez Williama Jardine'a hongkońską firmę Jardine Matheson. Od 14 czerwca 2013 roku także prezes angielskiego klubu Arsenal F.C.

## Życiorys
Uczęszczał do Eton College oraz Aix-Marseille University. W 1966 roku poślubił Lady Sarah Ramsay, córkę 16. hrabiego Dalhousie. Ma z nią trzech synów: Davida, Tobiasa i Adama.
Jego starszy brat Henry był prezesem, zaś młodszy Simon dyrektorem Jardine Matheson.
Był w przeszłości dyrektorem Hambros Bank. Pozostaje także w bliskich stosunkach z Peterem Hill-Woodem. Obecnie pełni funkcję dyrektora w kilku przedsiębiorstwach, m.in. w DeBeers Sa, Investec Bank, Persimmon plc oraz Arsenal Holdings plc. Od 1993 roku jest także dyrektorem Banku Anglii. Jego ojciec, Sir William "Tony" Keswick, także sprawował ten urząd w pomiędzy 1955 a 1973 rokiem.
Posiadał dwadzieścia akcji angielskiego klubu Arsenal, co stanowiło 0.032% wszystkich wyemitowanych.
Jest członkiem klubu dżentelmenów White’s oraz City University Club. Wspierał "Business for Sterling", a także zasiadał w radzie darczyńców Partii Konserwatystów.
14 czerwca 2013 roku został mianowany prezesem Arsenal Football Club. Zastąpił na tym stanowisku Petera Hill-Wooda, który ustąpił z powodu problemów zdrowotnych.